# Edificio Benjamín Zeledón
El Edificio Benjamín Zeledón antes Banco de América (BAMER) es un edificio y rascacielos de planta cuadrada ubicado en la esquina noreste de la intersección de la Avenida Roosevelt y la 4.ª Calle Suroeste en el Centro Histórico de la ciudad de Managua, capital de Nicaragua. Este soportó el terremoto del 23 de diciembre de 1972. Es considerado el edificio más alto de la ciudad y del país en general.

## Firma del contrato y construcción
El 13 de febrero de 1968 se firmó un contrato por 20 millones de córdobas entre el consorcio de construcción Solórzano, Villa, Pereira (SOVIPE), Cardenal Lacayo Fiallos S. A. (Carlafisa) y el Banco de América para la construcción de un edificio de concreto (hormigón armado) y acero, con 17 pisos, un vestíbulo y 2 sótanos para albergar las oficinas de dicho banco, propiedad de la familia Pellas.
Su diseño de líneas verticales exteriores fue hecho por los arquitectos Edward Durell Stone (estadounidense, que diseñó el Centro de las Artes de Nueva York, el edificio de la Embajada de los Estados Unidos en Nueva Delhi, India, y el Pabellón estadounidense en Bruselas, Bélgica) y el nicaragüense Eduardo Chamorro Coronel junto con el ingeniero nicaragüense Filadelfo Chamorro. El Wells Fargo Bank de San Francisco, California, Estados Unidos, financió la construcción del edificio, enviando a sus ingenieros para aplicar el código de construcción de California,  asegurar que la inversión sobreviviera un terremoto. Querían que tuviera un diseño antisísmico de pilotes de concreto (se tenía referencia del sismo del 31 de marzo de 1931). El edificio fue construido en la esquina opuesta al edificio del Banco Central de Nicaragua (BCN), el banco oficial de la nación.
La construcción del Banco de América comenzó a inicios de 1968 en la esquina noreste de la intersección de la Avenida Roosevelt y la 4.ª Calle Suroeste haciendo un enorme hoyo allí, hincar los pilotes los cuales llegan al subsuelo. Se colocó una cimentación de concreto que permite que el edificio, literalmente "flote" en el subsuelo, independientemente del soporte que le proporcionan los pilotes. Esta tecnología, original de México, sigue siendo utilizada por todos los constructores de altos edificios para zonas de alto riesgo sísmico como Nicaragua; el edificio se elevó entre las construcciones del centro de la capital siendo posible verlo desde la Carretera a Masaya desde la Avenida Roosevelt se baja al primer sótano por medio de escaleras eléctricas. Al terminar la edificación a finales de 1970 lo pintaron de blanco y le colocaron placas de mármol en las paredes del primer sótano y el lobby. Fue inaugurado por el Presidente General Anastasio Somoza Debayle junto con su esposa doña Hope Portocarrero de Somoza, y varias personalidades de la banca, la industria, el comercio, la sociedad y el Gobierno, el 4 de diciembre del mismo año.

## El terremoto de 1972
El terremoto de las 12:35 de la madrugada del 23 de diciembre de 1972, de 6.2 grados en la escala de Richter y sus dos réplicas de la 1:18 y 1:20 a. m. del mismo día, que destruyeron el centro de Managua, no le causaron al banco mayores daños más que el desprendimiento de algunos ventanales, el quiebre de sus vidrios, la caída de algunas placas de mármol en el vestíbulo y el 1.er sótano; sufrió un incendio en la parte superior, entre los pisos 14 y 17 (azotea), el cual logró ser controlado, tal como lo evidencia las fotos que le tomaron una semana después del desastre los científicos de la Universidad de California; a partir de allí ganó prestigio en el mundo por resistir a un terremoto. Al moverse al ritmo del movimiento telúrico fue como un mazo contra los cimientos del vecino edificio de la Casa Mántica (contiguo a su costado norte) el cual se demolió en 1973. Posteriormente se descubrió que cerca del Banco de América pasa una falla sísmica bautizada como la falla de Los Bancos, por pasar debajo del Banco Central (al que en 1975 le fueron demolidos 12 de sus 16 pisos) y del Banco Nacional de Nicaragua (actual sede de la Asamblea Nacional de Nicaragua desde 1985) cerca de la esquina noroeste del 1.er sótano. Se le hicieron reparaciones y se le volvió a pintar de color blanco.

## Semiabandono y reutilización
Siguió funcionando como banco hasta 1979, año en el cual, producto de la Revolución Sandinista del 19 de julio, fue nacionalizado junto con los otros bancos privados por un Decreto de la Junta de Gobierno de Reconstrucción Nacional (JGRN), por lo que se convirtió en la sede de las oficinas del Consejo de Estado encabezado por el Frente Sandinista de Liberación Nacional (FSLN). Con las elecciones del 4 de noviembre de 1984 que ganó Daniel Ortega Saavedra y la toma de posesión de este el 10 de enero del año siguiente de 1985, se eligió a los diputados de la Asamblea Nacional. El BAMER desde entonces es sede de las oficinas de varios partidos políticos, la Biblioteca de la Asamblea, y las comisiones parlamentarias, ocupándose desde ese entonces todos los pisos hasta el piso 11, pues los últimos 6 pisos quedaron en abandono, sin algunos vidrios en sus ventanas, las losetas del piso arrancadas y en el piso 16 se formaron nidos de palomas. Actualmente el edificio tiene las oficinas de los partidos: Partido Liberal Constitucionalista (PLC) en el 1.er sótano, la Alianza Liberal Nicaragüense (ALN) en el piso 3, el FSLN en el piso 5 y el Movimiento Renovador Sandinista (MRS) en el piso 10.

## Remodelación
Recientemente en octubre de 2003 hubo un conato de incendio en el primer sótano y a finales del 2007 le quitaron al Banco de América los portones, que lo rodeaban por sus 4 costados a la altura del vestíbulo, que fueron colocados en los años 1980. En mayo de 2008 la Junta Directiva de la Asamblea Nacional tomó la decisión de pintarlo y remodelarlo; mediante un concurso se escogió a las pinturas Sherwin-Williams para pintarlo de color dorado por dentro y por fuera, también para remodelarlo cambiándole la tubería de agua, vidrios, mármol, el sistema eléctrico, las lámparas, etcétera. Actualmente la asamblea nacional de Nicaragua renombró el edificio bajo el nombre del héroe nacional Benjamín Zeledón.